# Gijón Mariners

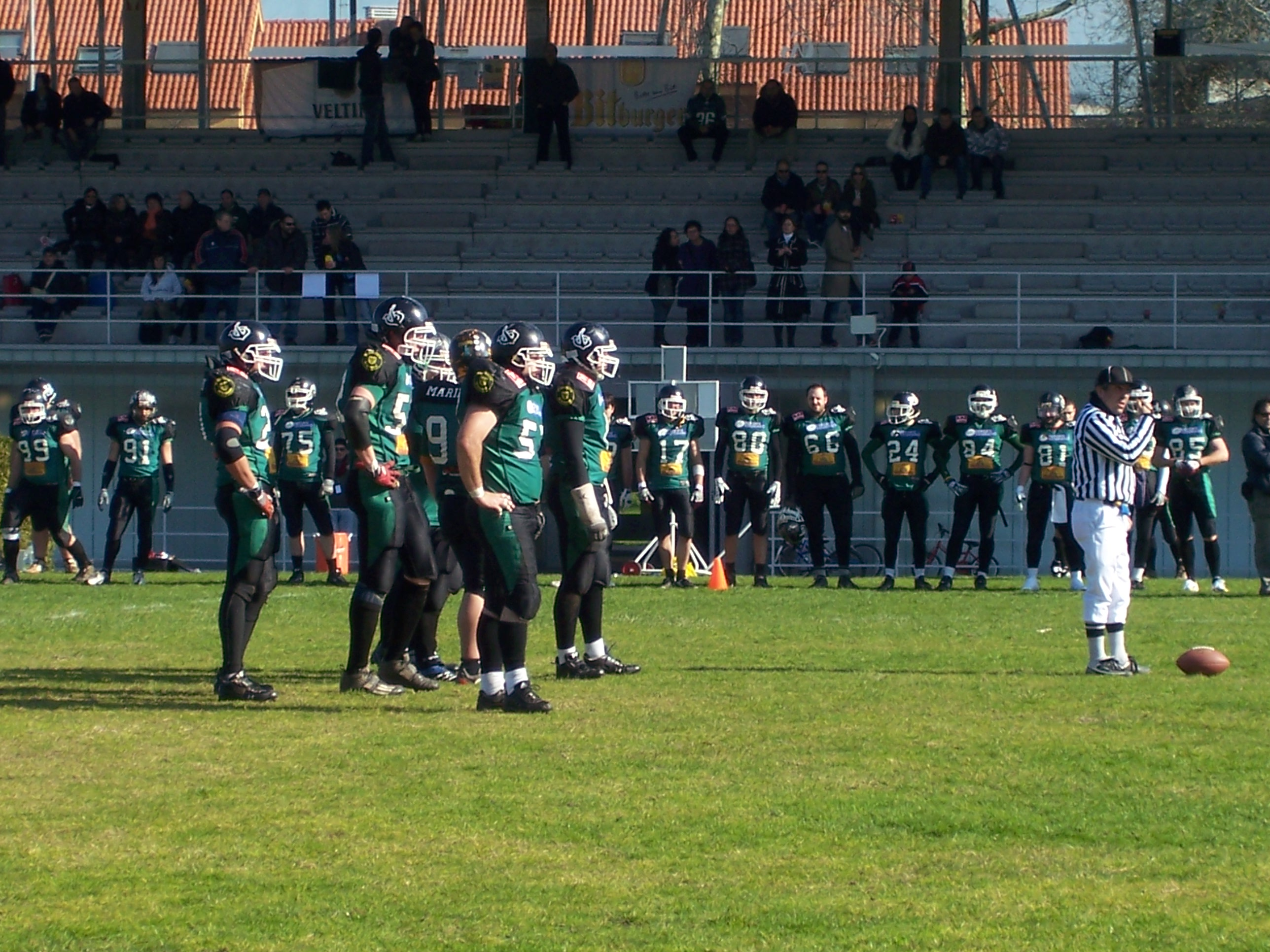
Los Mariners durante un partido.

Gijón Mariners (español: Marinos de Gijón) es un club deportivo de fútbol americano con sede en Gijón (Asturias) España. 

## Historia
Gijón Mariners se gestó por un grupo de aficionados al fútbol americano que comenzaron a entrenar y a jugar informalmente en 1997. El 12 de abril de 2001 organizaron el primer partido de este deporte en Gijón, en la modalidad de flag football, en la playa de poniente, consolidándose definitivamente como un equipo. En octubre de 2002, se inscribieron oficialmente en el Registro de Entidades Deportivas del Principado de Asturias con el nombre de "Club Deportivo Elemental Gijón Mariners Fútbol Americano". El 2 de marzo de 2004, se convirtieron de Club Elemental en Club Básico, constituyéndose el Club Deportivo Gijón Mariners Fútbol Americano actual. Tras un breve paso por la versión 5x5 de fútbol americano, con la disputa de partidos amistosos, en 2005 se pasó a practicar la versión 7x7, y el equipo ingresó en la LNFA 2, siendo incluido en la Conferencia Oeste, grupo Norte. El 2 de enero de 2006 disputaron el primer partido de fútbol americano de esta modalidad celebrado en Asturias en la historia, en el campo de rugby de la Universidad Laboral de Gijón perdiendo por 6-18 contra Santurce Coyotes, en un encuentro amistoso. El debut en competición oficial se realizó en Zaragoza, el 19 de febrero de 2006, perdiendo por 60-6 ante los Zaragoza Hurricanes. En su segunda temporada en la LNFA 2, la de 2007, los Mariners se clasificaron para los playoffs por el título de la LNFA 2, alcanzando las semifinales. En la temporada 2008, el equipo dio el salto a la máxima categoría del fútbol americano español, la Liga Nacional de Fútbol Americano, y debutó en la Copa de España. Terminó la temporada con el mejor récord de victorias sobre partidos jugados de la historia de la liga para un equipo debutante. Al año siguiente, en la temporada 2009, se clasificaron por primera vez para los playoffs de la LNFA. En la temporada 2013 se proclaman campeones de la Conferencia Norte de la LNFA.
En la temporada 2015 abandona la Serie B de la LNFA por motivos económicos y se inscribe en la Serie C, donde los desplazamientos son mucho más cortos.

## Instalaciones
Tiene un convenio con el Patronato Deportivo Municipal de Gijón para disputar los partidos oficiales en el Complejo Deportivo Las Mestas, aun cuando ello supone la veda del velódromo circundante para las personas que deseen practicar el ciclismo sin exponerse a los peligros generados por el tráfico automovilístico.

## Acuerdos internacionales
En 2012 Gijón Mariners llegó a un acuerdo de colaboración con Pumas CU para el intercambio de jugadores y entrenadores entre ambos clubes, así como para compartir directrices y planes de entrenamiento.

## Palmarés en la modalidad de flag football masculino

### 2001
- Campeones de la I Asturias Bowl, al derrotar por 47-37 a Ribadesella Trasgos.
- 7º puesto en el Campeonato de España.

### 2002
- 2º puesto en el II Open de Navidad de Coslada.

### 2003
- 2º puesto en el III Open de Navidad de Coslada.

### 2004
- Campeones de la II Asturias Bowl, al derrotar a Mieres Miners.
- 2º puesto en el III Open Fiestas de Coslada.

### 2010
- Campeones Summer Bowl II

### 2011
- Campeones Liga Asturiana
- Campeones de España.[2]
- Campeones Summer Bowl III

### 2013
- Campeones Liga Asturiana
- Subcampeones de España.

## Palmarés en la modalidad de flag football femenino

### 2013
- Campeones de España.

### 2014
- Campeones de España.

## Resultados en la Liga Nacional de Fútbol Americano

### 2006 - LNFA 2
| Fecha      | Terreno de juego             | Encuentro                               | Resultado |
| 19-02-2006 | CMF Sta. Engracia de Movera  | Zaragoza Hurricanes - Gijón Mariners    | 60-6      |
| 25-02-2006 | Universidad Laboral de Gijón | Gijón Mariners - Santurce Coyotes       | 8-31      |
| 19-03-2006 | Universidad Laboral de Gijón | Gijón Mariners - Zaragoza Hurricanes    | 12-64     |
| 02-04-2006 | Polideportivo El Carmen      | Santurce Coyotes - Gijón Mariners       | 64-6      |
| 08-04-2006 | Universidad Laboral de Gijón | Gijón Mariners - Las Rozas Black Demons | 2-44      |
| 07-05-2006 | Valleaguado                  | Coslada Camioneros - Gijón Mariners     | 69-0      |

### 2007 - LNFA 2
Temporada regular
| Fecha      | Terreno de juego              | Encuentro                               | Resultado |
| 20-01-2007 | Las Mestas                    | Gijón Mariners - Vilafranca Eagles      | 54-55     |
| 04-02-2007 | El Cantizal                   | Las Rozas Black Demons - Gijón Mariners | 41-6      |
| 17-02-2007 | Univ. Politécnica de Valencia | Valencia Giants - Gijón Mariners        | 46-6      |
| 24-02-2007 | Las Mestas                    | Gijón Mariners - Coslada Camioneros     | 44-35     |
| 17-03-2007 | Las Mestas                    | Gijón Mariners - Murcia Cobras          | 44-39     |
| 24-03-2007 | Las Mestas                    | Gijón Mariners - Abanto Mineros         | 68-12     |
| 15-04-2007 | Polideportivo El Carmen       | Santurce Coyotes - Gijón Mariners       | 34-34     |

Play-offs
| Fecha      | Terreno de juego              | Encuentro                        | Resultado |
| 05-05-2007 | Univ. Politécnica de Valencia | Valencia Giants - Gijón Mariners | 8-14      |
| 19-05-2007 | Las Mestas                    | Gijón Mariners - Argentona Bocs  | 6-7       |

### 2008 - LNFA
Temporada regular
Los Gijón Mariners se convierten en la temporada 2008 en el equipo debutante en la LNFA con mayor número de victorias, 4 en 8 partidos, de la historia.
| Fecha      | Terreno de juego            | Encuentro                             | Resultado |
| 02-02-2008 | Las Mestas                  | Gijón Mariners - Rivas Osos           | 6-40      |
| 11-02-2008 | CAR La Cartuja              | Sevilla Linces - Gijón Mariners       | 0-6       |
| 26-02-2008 | Las Mestas                  | Gijón Mariners - Barcelona Búfals     | 14-13     |
| 01-03-2008 | Camp de Beisbol de La Feixa | L'Hospitalet Pioners - Gijón Mariners | 65-0      |
| 29-03-2008 | Las Mestas                  | Gijón Mariners - Barcelona Uroloki    | 38-0      |
| 05-04-2008 | Camp Municipal de Badalona  | Badalona Dracs - Gijón Mariners       | 41-6      |
| 15-03-2008 | Jardín del Turia            | Valencia Firebats - Gijón Mariners    | 46-8      |
| 26-04-2008 | Las Mestas                  | Gijón Mariners - Granada Lions        | 28-18     |

Copa de España
| Fecha      | Terreno de juego | Encuentro                   | Resultado |
| 17-11-2007 | Las Mestas       | Gijón Mariners - Rivas Osos | 7-34      |

### 2009 - LNFA

#### Temporada regular
En la temporada 2009 los Mariners se clasificaron por primera vez en su historia para los playoffs por el título de liga, aunque perdieron la eliminatoria en Rivas-Vaciamadrid ante Rivas Osos por 34 a 17.
| Fecha      | Terreno de juego            | Encuentro                               | Resultado |
| 31-01-2009 | Estadio Del Júpiter         | Barcelona Búfals - Gijón Mariners       | 14-27     |
| 14-02-2009 | Las Mestas                  | Gijón Mariners - Coslada Camioneros     | 13-6      |
| 21-02-2009 | Estadio Cerro del Telégrafo | Rivas Osos - Gijón Mariners             | 60-0      |
| 28-02-2009 | Las Mestas                  | Gijón Mariners - L'Hospitalet Pioners   | 0-59      |
| 07-03-2009 | El Cantizal                 | Las Rozas Black Demons - Gijón Mariners | 27-24     |
| 21-03-2009 | Las Mestas                  | Gijón Mariners - Valencia Firebats      | 16-39     |
| 04-04-2009 | E. M. de la Chana           | Granada Lions - Gijón Mariners          | 2-66      |
| 18-04-2009 | Las Mestas                  | Gijón Mariners - Sevilla Linces         | 45-21     |
| 09-05-2009 | Las Mestas                  | Gijón Mariners - Badalona Dracs         | 0-42      |

#### Playoffs
| Fecha      | Terreno de juego            | Encuentro                   | Resultado |
| 16-05-2009 | Estadio Cerro del Telégrafo | Rivas Osos - Gijón Mariners | 34-17     |

### 2010 - LNFA
| Fecha      | Terreno de juego            | Encuentro                             | Resultado |
| 30-01-2010 | Las Mestas                  | Gijón Mariners - L'Hospitalet Pioners | 0-42      |
| 06-02-2010 | Estadio Cerro del Telégrafo | Rivas Osos - Gijón Mariners           | 42-0      |
| 20-02-2010 | Jardín del Turia            | Valencia Firebats - Gijón Mariners    | 49-0      |
| 20-03-2010 | Las Mestas                  | Gijón Mariners - Rivas Osos           | 16-41     |
| 27-03-2010 | Camp de Beisbol de La Feixa | L'Hospitalet Pioners - Gijón Mariners | 34-7      |
| 10-04-2010 | Las Mestas                  | Gijón Mariners - Badalona Dracs       | 0-43      |
| 08-05-2010 | Camp Municipal de Badalona  | Badalona Dracs - Gijón Mariners       | 87-6      |

### 2011 - LNFA
| Fecha      | Terreno de juego           | Encuentro                            | Resultado |
| 23-01-2011 | Las Mestas                 | Gijón Mariners - Santurce Coyotes    | 0-2       |
| 29-01-2011 | Estadio municipal de Sueca | Sueca Ricers - Gijón Mariners        | 40-8      |
| 12-02-2011 | Las Mestas                 | Gijón Mariners - Valencia Giants     | 6-21      |
| 19-02-2011 | Las Mestas                 | Gijón Mariners - Sueca Ricers        | 0-40      |
| 06-03-2011 | IMD - Santurce             | Santurce Coyotes - Gijón Mariners    | 14-2      |
| 27-03-2011 | Estadio Tramo 3 del Turia  | Valencia Giants - Gijón Mariners     | 28-0      |
| 09-04-2011 | Las Mestas                 | Gijón Mariners - Zaragoza Hurricanes | 24-6      |
| 16-04-2011 | Polideportivo Valleaguado  | Coslada Camioneros - Gijón Mariners  | 23-12     |

### 2012 - LNFA
| Fecha      | Terreno de juego          | Encuentro                               | Resultado |
| 21-01-2012 | Las Mestas                | Gijón Mariners - Las Rozas Black Demons | 0-12      |
| 05-02-2012 | IMD - Santurce            | Santurce Coyotes - Gijón Mariners       | 7-0       |
| 18-02-2012 | Las Mestas                | Gijón Mariners - Coslada Camioneros     | 15-12     |
| 03-03-2012 | Las Mestas                | Gijón Mariners - Zaragoza Hurricanes    | 0-0       |
| 10-03-2012 | El Cantizal               | Las Rozas Black Demons - Gijón Mariners | 45-0      |
| 24-03-2012 | Las Mestas                | Gijón Mariners - Santurce Coyotes       | 23-0      |
| 14-04-2012 | Polideportivo Valleaguado | Coslada Camioneros - Gijón Mariners     | 0-13      |
| 21-04-2012 | C. M. de El Burgo de Ebro | Zaragoza Hurricanes - Gijón Mariners    | 21-3      |

### 2013 - LNFA

#### Temporada regular
En la temporada 2013 los Mariners terminaron imbatidos la temporada regular, clsificándose para los playoffs por el acceso a la LNFA Elite. 
| Fecha      | Terreno de juego                   | Encuentro                            | Resultado |
| 20-01-2013 | Polideportivo El Carmen - Santurce | Santurce Coyotes - Gijón Mariners    | 0-13      |
| 16-02-2013 | C. M. D. de La Albericia           | Cantabria Bisons - Gijón Mariners    | 0-41      |
| 23-02-2013 | C. M. de El Burgo de Ebro          | Zaragoza Hurricanes - Gijón Mariners | 0-6       |
| 02-03-2013 | Villanueva de Gállego              | Zaragoza Hornets - Gijón Mariners    | 20-20     |
| 16-03-2013 | Las Mestas                         | Gijón Mariners - Santurce Coyotes    | 17-14     |
| 23-03-2013 | Las Mestas                         | Gijón Mariners - Zaragoza Hurricanes | 21-8      |
| 13-04-2013 | Las Mestas                         | Gijón Mariners - Cantabria Bisons    | 28-0      |
| 27-04-2013 | Las Mestas                         | Gijón Mariners - Zaragoza Hornets    | 3-0       |

#### Playoffs
| Fecha      | Terreno de juego | Encuentro                      | Resultado |
| 11-05-2013 | Las Mestas       | Gijón Mariners - Murcia Cobras | 27-13     |
| 25-05-2013 | Las Mestas       | Gijón Mariners - Granada Lions | 14-16     |

### 2014 - LNFA Serie B

#### Temporada regular
En la temporada 2014 los Mariners terminaron la temporada regular con 4 victorias y 4 derrotas, clsificándose para los playoffs por el acceso a la LNFA Serie A. 
| Fecha      | Terreno de juego                     | Encuentro                               | Resultado |
| 21-12-2013 | Las Mestas                           | Gijón Mariners - Santurce Coyotes       | 11-0      |
| 18-01-2014 | Las Mestas                           | Gijón Mariners - Las Rozas Black Demons | 23-28     |
| 09-02-2014 | Polideportivo Valleaguado de Coslada | Coslada Camioneros - Gijón Mariners     | 8-0       |
| 15-02-2014 | Las Mestas                           | Gijón Mariners - Cantabria Bisons       | 62-2      |
| 02-03-2014 | Polideportivo El Carmen - Santurce   | Santurce Coyotes - Gijón Mariners       | 10-0      |
| 15-03-2014 | Campo de Rugby de El Cantizal        | Las Rozas Black Demons - Gijón Mariners | 35-6      |
| 29-03-2014 | Las Mestas                           | Gijón Mariners - Coslada Camioneros     | 16-14     |
| 12-04-2014 | C. M. D. de La Albericia             | Cantabria Bisons - Gijón Mariners       | 12-51     |

#### Playoffs
| Fecha      | Terreno de juego | Encuentro                         | Resultado |
| 27-04-2014 | Son Moix         | Mallorca Voltors - Gijón Mariners | 7-0       |

## Jugadores destacados
- Marcel Spears Jr., procedente de Cincinnati Bengals

## Exjugadores destacados

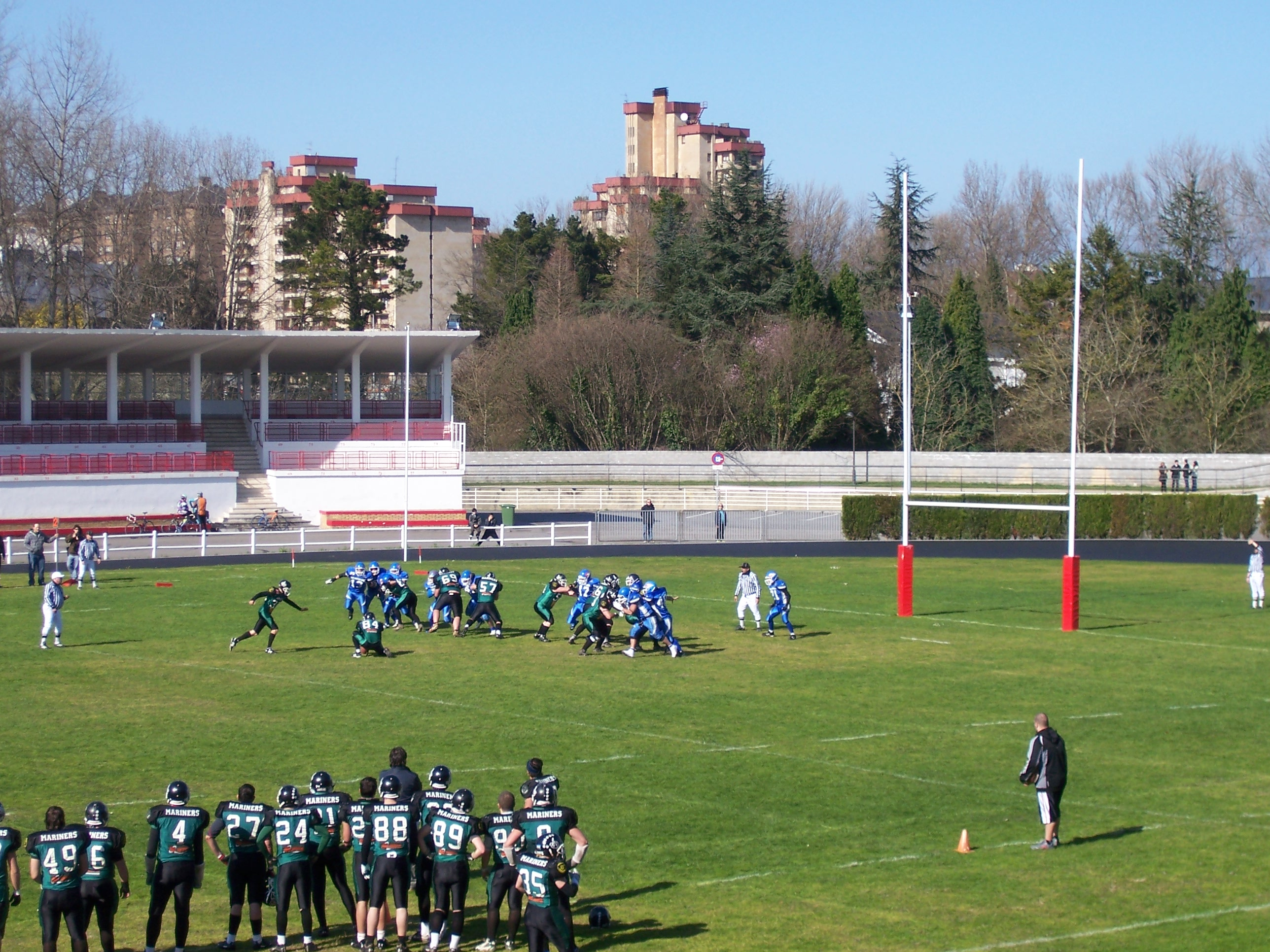
Sergi Güibas convierte un field goal en Las Mestas.

- Mauricio Diago Jaworski, exjugador de Borregos Salvajes ITESM, Campus Estado de México (ONEFA), Rivas Osos (LNFA) y Pieles Rojas (Liga Nacional Master).
- Jesús E. Sánchez, exjugador de Pumas UNAM CU (ONEFA) y Rivas Osos (LNFA).
- Alex Stolz, exjugador de Tirol Raiders (AFL).
- Sergi Güibas, exjugador de Borregos Salvajes, Campus Toluca (ONEFA) y Badalona Dracs (LNFA).
- David Lozano, exjugador de Centinelas del Cuerpo de Guardias Presidenciales (ONEFA) y Palermo Corsari (IFL).
- Marco Antonio Pacheco Patraca, exjugador de Centinelas del Cuerpo de Guardias Presidenciales (ONEFA) y Troyanos (Liga Nacional Master).
- José Miguel Chávez Mess, exjugador de Pumas UNAM CU (ONEFA).
- Mark James Murray, procedente de Marbella Sharks
- Nadir Mutti, procedente de Parma Panthers (IFL)